# Peyrestortes
Peyrestortes [peʁɛstɔʁt]  est une commune française, située dans le nord-est du département des Pyrénées-Orientales en région Occitanie. Sur le plan historique et culturel, la commune est dans le Roussillon, une ancienne province du royaume de France, qui a existé de 1659 jusqu'en 1790 et qui recouvrait les trois vigueries du Roussillon, du Conflent et de Cerdagne.
Exposée à un climat méditerranéen, elle est drainée par la Llavanera, Coume Clare et par deux autres cours d'eau. La commune possède un patrimoine naturel remarquable :  un espace protégé (le « Peyrestortes ») et trois zones naturelles d'intérêt écologique, faunistique et floristique.
Peyrestortes est une commune urbaine qui compte 1 808 habitants en 2022, après avoir connu une forte hausse de la population depuis 1962. Elle est dans l'agglomération de Perpignan et fait partie de l'aire d'attraction de Perpignan. Ses habitants sont appelés les Peyrestortencs ou  Peyrestortencques.

## Géographie

### Localisation
La commune de Peyrestortes se trouve dans le département des Pyrénées-Orientales, en région Occitanie.
Elle se situe à 7 km à vol d'oiseau de Perpignan, préfecture du département, et à 5 km de Saint-Estève, bureau centralisateur du canton du Ribéral dont dépend la commune depuis 2015 pour les élections départementales.
La commune fait en outre partie du bassin de vie de Perpignan.
Les communes les plus proches sont : 
Rivesaltes (2,4 km), Espira-de-l'Agly (2,9 km), Baixas (3,5 km), Saint-Estève (4,6 km), Pia (5,7 km), Cases-de-Pène (6,0 km), Baho (6,4 km), Bompas (7,1 km).
Sur le plan historique et culturel, Peyrestortes fait partie de l'ancienne province du royaume de France, le Roussillon, qui a existé de 1659 jusqu'à la création du département des Pyrénées-Orientales en 1790 et qui recouvrait les trois vigueries du Roussillon, du Conflent et de Cerdagne.

### Communes limitrophes
Les communes limitrophes sont  Baixas, Espira-de-l'Agly, Perpignan, Rivesaltes et Saint-Estève.
|        | Espira-de-l'Agly | Rivesaltes |
| Baixas | Peyrestortes     |            |
|        | Saint-Estève     | Perpignan  |

### Géologie et relief
La commune est classée en zone de sismicité 3, correspondant à une sismicité modérée.

### Hydrographie
Le système hydrographique de la commune se compose de deux cours d’eau aux régimes torrentiels :
- Le ravin des Avents, qui longe le nord du village d’ouest en est.
- Le ravin des Oums, qui traverse le centre de la commune du sud vers le nord.

qui confluent et génèrent la Llobère, longue de 8,7 km, affluent en rive droite du fleuve côtier l’Agly.

### Climat
Pour des articles plus généraux, voir Climat de l'Occitanie et Climat des Pyrénées-Orientales.
En 2010, le climat de la commune est de type climat méditerranéen franc, selon une étude du CNRS s'appuyant sur une série de données couvrant la période 1971-2000. En 2020, Météo-France publie une typologie des climats de la France métropolitaine dans laquelle la commune est exposée à un climat méditerranéen et est dans la région climatique Provence, Languedoc-Roussillon, caractérisée par une pluviométrie faible en été, un très bon ensoleillement (2 600 h/an), un été chaud (21,5 °C), un air très sec en été, sec en toutes saisons, des vents forts (fréquence de 40 à 50 % de vents > 5 m/s) et peu de brouillards.
Pour la période 1971-2000, la température annuelle moyenne est de 14,9 °C, avec une amplitude thermique annuelle de 15,7 °C. Le cumul annuel moyen de précipitations est de 571 mm, avec 5,6 jours de précipitations en janvier et 2,7 jours en juillet. Pour la période 1991-2020, la température moyenne annuelle observée sur la station météorologique la plus proche, située sur la commune de Perpignan à 7 km à vol d'oiseau, est de 16,0 °C et le cumul annuel moyen de précipitations est de 578,3 mm,. Pour l'avenir, les paramètres climatiques de la commune estimés pour 2050 selon différents scénarios d’émission de gaz à effet de serre sont consultables sur un site dédié publié par Météo-France en novembre 2022.

### Milieux naturels et biodiversité

#### Espaces protégés
La protection réglementaire est le mode d’intervention le plus fort pour préserver des espaces naturels remarquables et leur biodiversité associée,.
Un  espace protégé est présent sur la commune : 
le « Peyrestortes », un terrain acquis (ou assimilé) par un conservatoire d'espaces naturels, d'une superficie de 3,2 ha.

#### Zones naturelles d'intérêt écologique, faunistique et floristique
L’inventaire des zones naturelles d'intérêt écologique, faunistique et floristique (ZNIEFF) a pour objectif de réaliser une couverture des zones les plus intéressantes sur le plan écologique, essentiellement dans la perspective d’améliorer la connaissance du patrimoine naturel national et de fournir aux différents décideurs un outil d’aide à la prise en compte de l’environnement dans l’aménagement du territoire.
Deux ZNIEFF de type 1 sont recensées sur la commune :
la « mare de Peyrestortes » (15 ha) et 
les « Puig de l'Aliga » (111 ha)
et une ZNIEFF de type 2, : 
la « plaine de St-Estève » (259 ha), couvrant 3 communes du département.

Carte des ZNIEFF de type 1 et 2 à Peyrestortes.
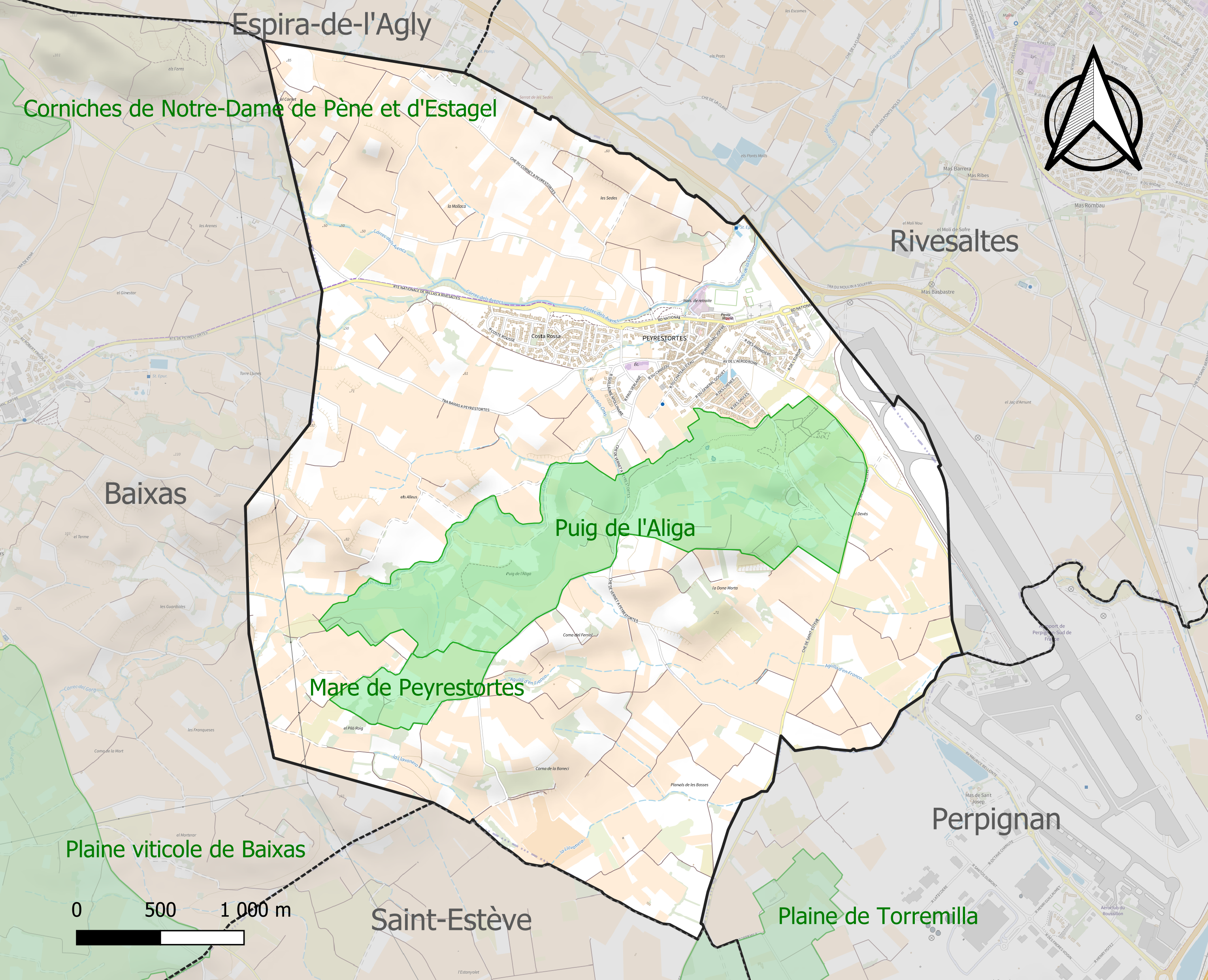
Carte des ZNIEFF de type 1 sur la commune.
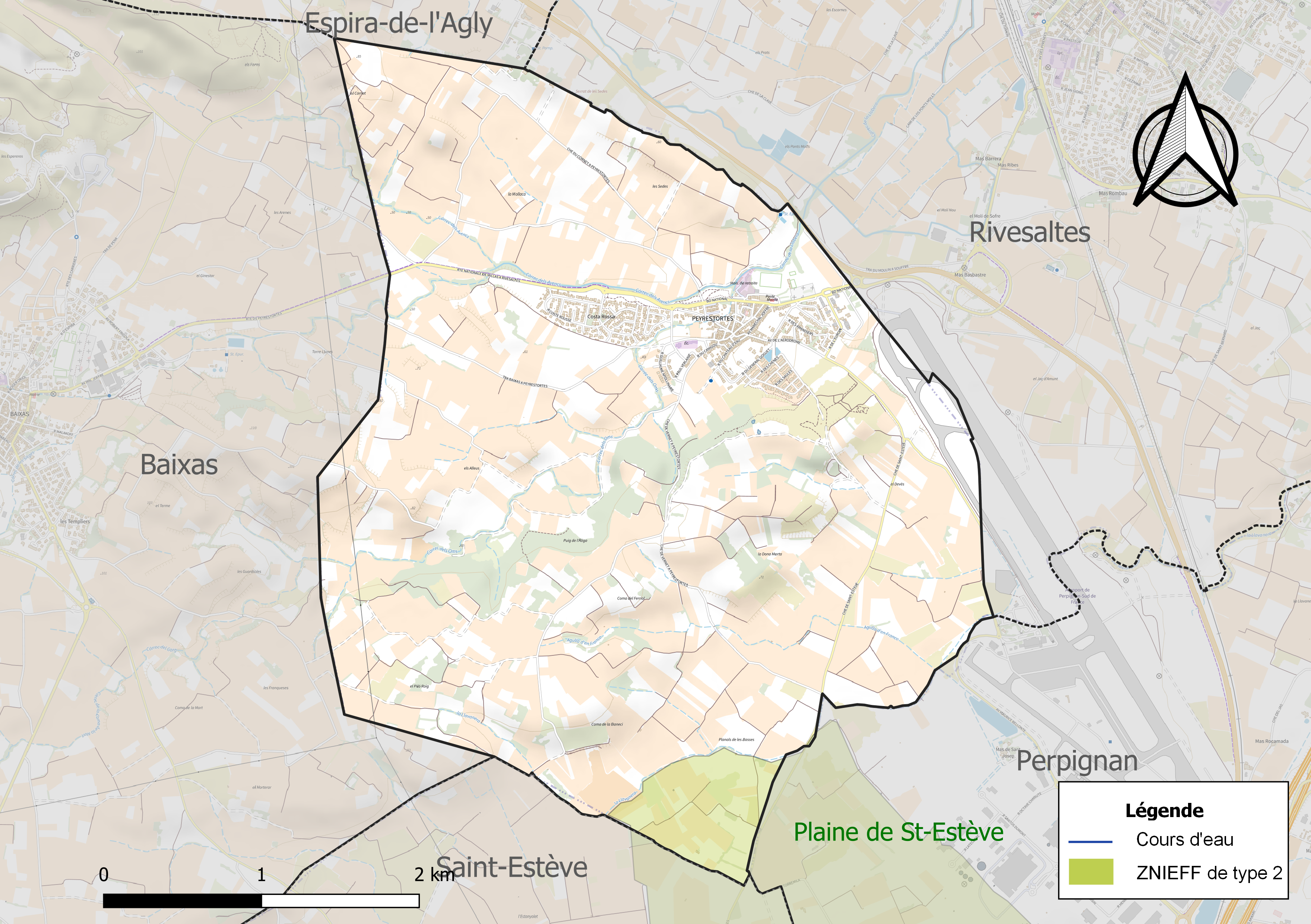
Carte de la ZNIEFF de type 2 sur la commune.

## Urbanisme

### Typologie
Au 1er janvier 2024, Peyrestortes est catégorisée ceinture urbaine, selon la nouvelle grille communale de densité à sept niveaux définie par l'Insee en 2022.
Elle appartient à l'unité urbaine de Perpignan, une agglomération intra-départementale regroupant 15  communes, dont elle est une commune de la banlieue,,. Par ailleurs la commune fait partie de l'aire d'attraction de Perpignan, dont elle est une commune de la couronne,. Cette aire, qui regroupe 118 communes, est catégorisée dans les aires de 200 000 à moins de 700 000 habitants,.

### Occupation des sols

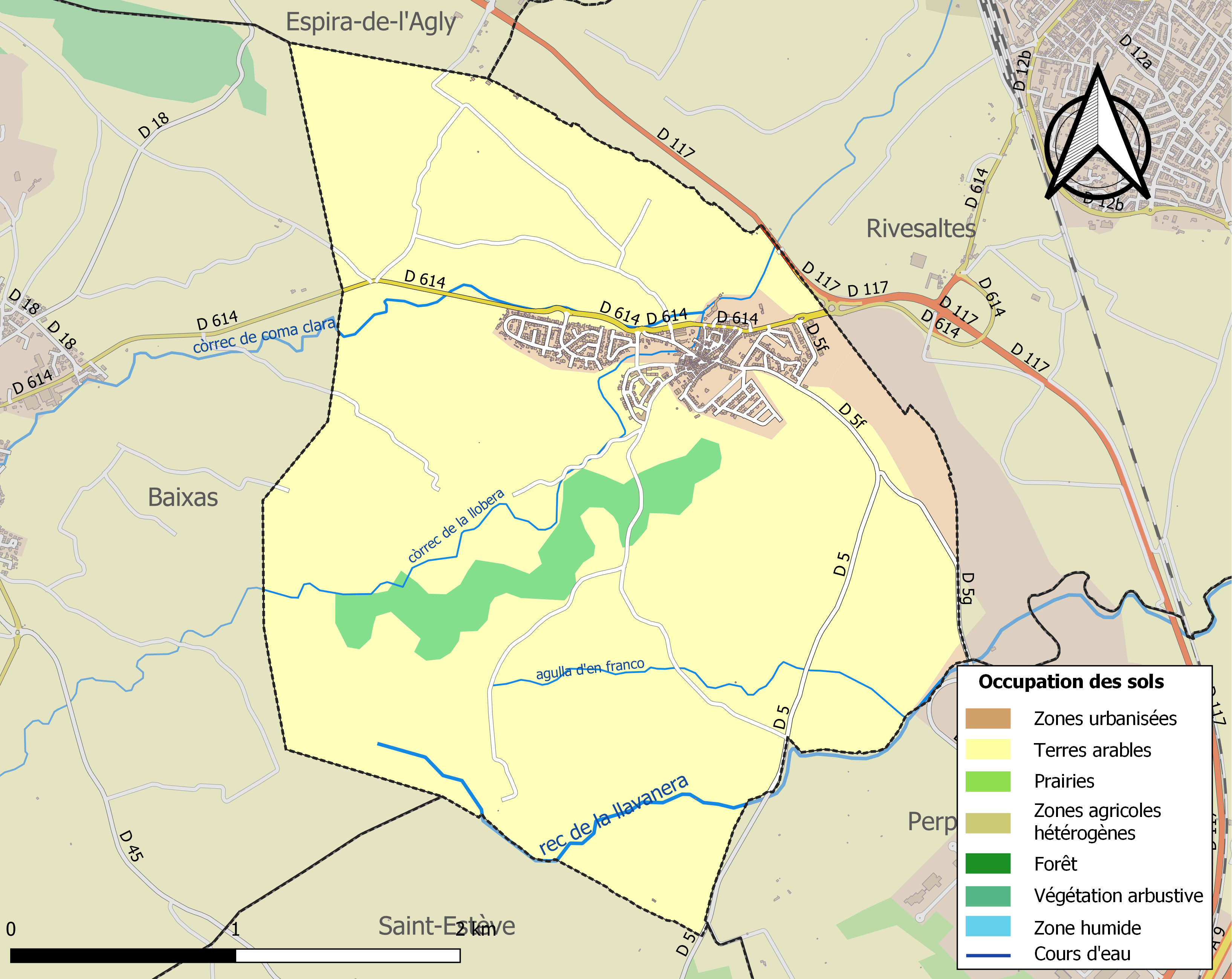
Carte des infrastructures et de l'occupation des sols de la commune en 2018 (CLC).

L'occupation des sols de la commune, telle qu'elle ressort de la base de données européenne d’occupation biophysique des sols Corine Land Cover (CLC), est marquée par l'importance des territoires agricoles (86,9 % en 2018), en diminution par rapport à 1990 (88,3 %). La répartition détaillée en 2018 est la suivante : 
cultures permanentes (86,9 %), zones urbanisées (5,9 %), milieux à végétation arbustive et/ou herbacée (4,9 %), zones industrielles ou commerciales et réseaux de communication (2,3 %). L'évolution de l’occupation des sols de la commune et de ses infrastructures peut être observée sur les différentes représentations cartographiques du territoire : la carte de Cassini (XVIIIe siècle), la carte d'état-major (1820-1866) et les cartes ou photos aériennes de l'IGN pour la période actuelle (1950 à aujourd'hui).

### Logement
En 2013, le nombre total de logements dans la commune était de 684.
Parmi ces logements, 87,3 % étaient des résidences principales, 1,2 % des résidences secondaires et 11,5 % des logements vacants.
La part des ménages propriétaires de leur résidence principale s’élevait à 67,5 %.

### Voies de communication et transports
La ligne 6 (Baixas Templiers - Gare de Perpignan - Perpignan Abbé Pierre) du réseau urbain Sankéo dessert la commune.

### Risques majeurs
Le territoire de la commune de Peyrestortes est vulnérable à différents aléas naturels : inondations, climatiques (grand froid ou canicule), mouvements de terrains et séisme (sismicité modérée). Il est également exposé à un risque technologique,  le transport de matières dangereuses,.

#### Risques naturels
Certaines parties du territoire communal sont susceptibles d’être affectées par le risque d’inondation par crue torrentielle de cours d'eau du bassin de l'Agly. La commune fait partie du territoire à risques importants d'inondation (TRI) de Perpignan-Saint-Cyprien, regroupant 43 communes du bassin de vie de l'agglomération perpignanaise, un des 31 TRI qui ont été arrêtés le 12 décembre 2012 sur le bassin Rhône-Méditerranée. Des cartes des surfaces inondables ont été établies pour trois scénarios : fréquent (crue de temps de retour de 10 ans à 30 ans), moyen (temps de retour de 100 ans à 300 ans) et extrême (temps de retour de l'ordre de 1 000 ans, qui met en défaut tout système de protection),.
Les mouvements de terrains susceptibles de se produire sur la commune sont soit des mouvements liés au retrait-gonflement des argiles, soit des glissements de terrains. Une cartographie nationale de l'aléa retrait-gonflement des argiles permet de connaître les sols argileux ou marneux susceptibles vis-à-vis de ce phénomène.

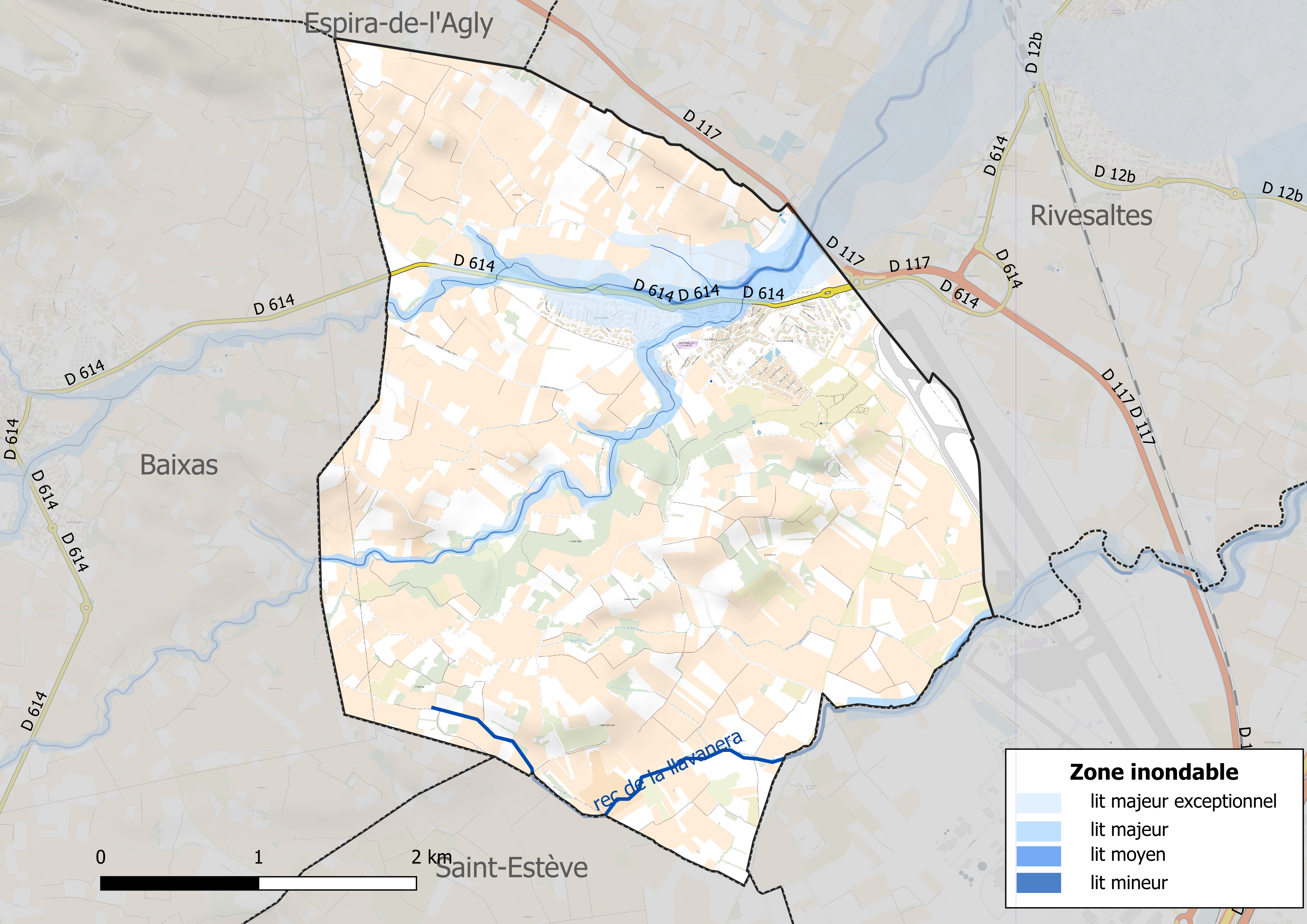
Carte des zones inondables.
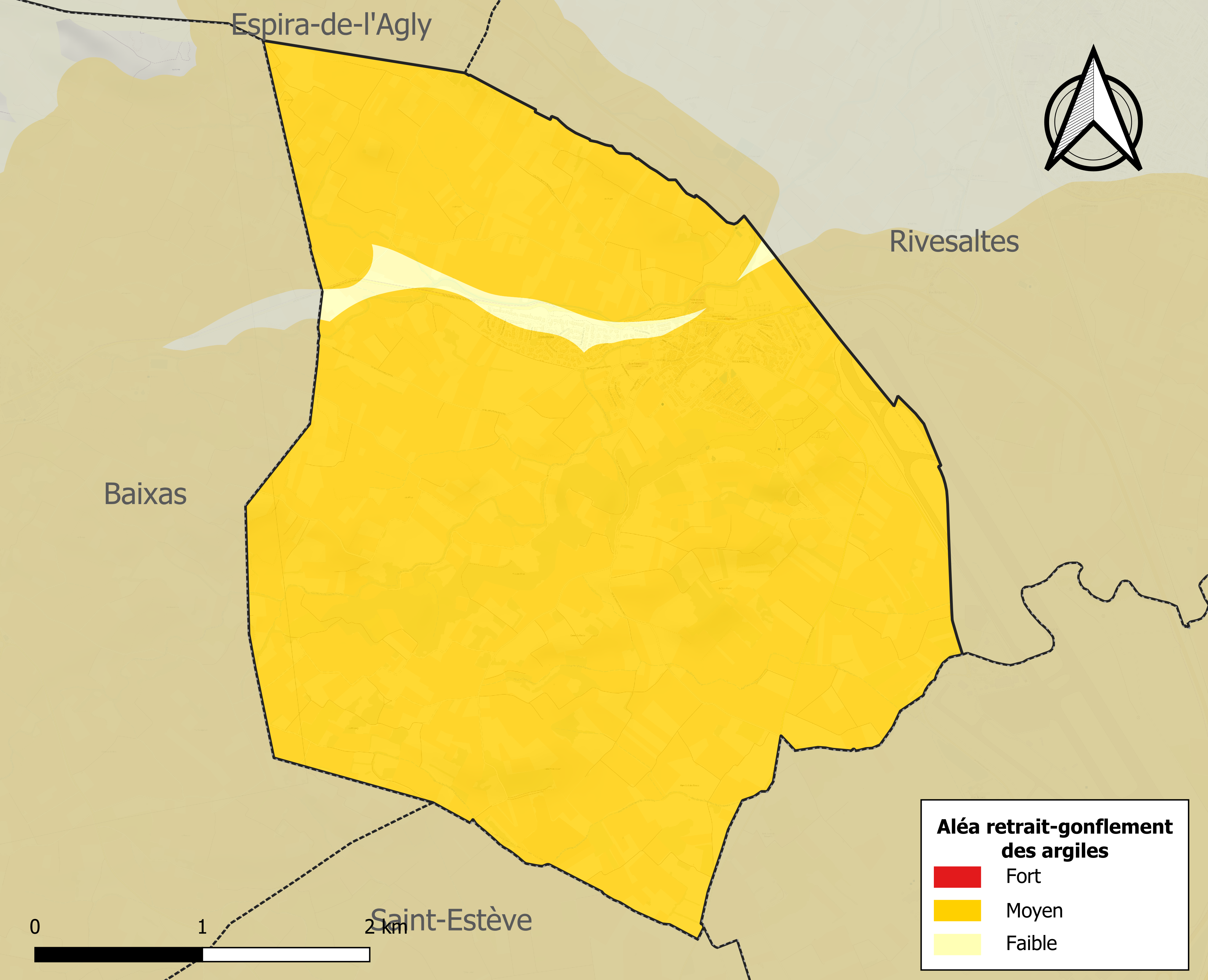
Carte des zones d'aléa retrait-gonflement des argiles.

#### Risques technologiques
Le risque de transport de matières dangereuses sur la commune est lié à sa traversée par une route à fort trafic. Un accident se produisant sur une telle infrastructure est en effet susceptible d’avoir des effets graves au bâti ou aux personnes jusqu’à 350 m, selon la nature du matériau transporté. Des dispositions d’urbanisme peuvent être préconisées en conséquence.

## Toponymie
En catalan, le nom de la commune est Paretstortes, ce qui peut désigner des parois tordues ou anguleuses ou encore des murs en ruine. Il apparaît pour la première fois sous la forme Paredstortes au Xe siècle et a pour origine les mots latins Paries (qui, à l'accusatif devient Parietem et désigne un mur ou une paroi) et Tortu, « tordu, boîteux ». Le nom a été déformé sous l'influence du vieux catalan Pera qui signifie « pierre », puis de l'occitan Peyra, de même sens.

## Histoire
Le 17 septembre 1793, la bataille de Peyrestortes met fin à l'invasion espagnole des Pyrénées-Orientales. L'annonce de cette victoire est le sujet d'un tableau du peintre Henry Perrault.

## Politique et administration

### Liste des maires
| Période   | Période   | Identité       | Étiquette | Qualité                                       |
| --------- | --------- | -------------- | --------- | --------------------------------------------- |
|           |           |                |           |                                               |
| mars 2001 | mars 2014 | Henri Baptiste | ..        | ...                                           |
| mars 2014 | En cours  | Alain Dario    |           | Suppléant de la Sénatrice LR Lauriane Josende |

## Population et société

### Démographie ancienne
La population est exprimée en nombre de feux (f) ou d'habitants (H).
| 1365 | 1378 | 1515 | 1709 | 1720 | 1730 | 1755 | 1767  | 1774 |
| ---- | ---- | ---- | ---- | ---- | ---- | ---- | ----- | ---- |
| 37 f | 27 f | 10 f | 42 f | 27 f | 25 f | 40 f | 180 H | 25 f |

| 1789 | 1790  | - | - | - | - | - | - | - |
| ---- | ----- | - | - | - | - | - | - | - |
| 44 f | 203 H | - | - | - | - | - | - | - |

### Démographie contemporaine
L'évolution du nombre d'habitants est connue à travers les recensements de la population effectués dans la commune depuis 1793. Pour les communes de moins de 10 000 habitants, une enquête de recensement portant sur toute la population est réalisée tous les cinq ans, les populations de référence des années intermédiaires étant quant à elles estimées par interpolation ou extrapolation. Pour la commune, le premier recensement exhaustif entrant dans le cadre du nouveau dispositif a été réalisé en 2008.

En 2022, la commune comptait 1 808 habitants, en évolution de +30,64 % par rapport à 2016 (Pyrénées-Orientales : +3,92 %, France hors Mayotte : +2,11 %).
| 1793 | 1800 | 1806 | 1821 | 1831 | 1836 | 1841 | 1846 | 1851 |
| ---- | ---- | ---- | ---- | ---- | ---- | ---- | ---- | ---- |
| 170  | 236  | 290  | 333  | 405  | 453  | 428  | 436  | 466  |

| 1856 | 1861 | 1866 | 1872 | 1876 | 1881 | 1886 | 1891 | 1896 |
| ---- | ---- | ---- | ---- | ---- | ---- | ---- | ---- | ---- |
| 507  | 549  | 602  | 615  | 659  | 714  | 645  | 672  | 635  |

| 1901 | 1906 | 1911 | 1921 | 1926 | 1931 | 1936 | 1946 | 1954 |
| ---- | ---- | ---- | ---- | ---- | ---- | ---- | ---- | ---- |
| 633  | 635  | 629  | 592  | 531  | 524  | 516  | 467  | 513  |

| 1962 | 1968 | 1975 | 1982 | 1990  | 1999  | 2006  | 2008  | 2013  |
| ---- | ---- | ---- | ---- | ----- | ----- | ----- | ----- | ----- |
| 565  | 632  | 692  | 865  | 1 286 | 1 430 | 1 372 | 1 355 | 1 382 |

| 2018  | 2022  | - | - | - | - | - | - | - |
| ----- | ----- | - | - | - | - | - | - | - |
| 1 470 | 1 808 | - | - | - | - | - | - | - |

| selon la population municipale des années : | 1968 | 1975 | 1982 | 1990 | 1999 | 2006 | 2009 | 2013 |
| Rang de la commune dans le département      | 75   | 74   | 67   | 61   | 60   | 65   | 67   | 64   |
| Nombre de communes du département           | 232  | 217  | 220  | 225  | 226  | 226  | 226  | 226  |

### Enseignement
Peyrestortes dispose d'une école maternelle (45 élèves en 2012) et d'une école primaire (73 élèves en 2012).

### Manifestations culturelles et festivités
- Fête patronale : 27 décembre[46].

### Sports
Rugby à XV
En 1985, l’ESC-BAC (Espira sporting club-Baixas athletic club accueille l'Association sportive de Peyrestortes et devient ESC-BAC-ASP (Entente Espira SC-Baixas AC-AS Peyrestortes).
En 2010, l'ESC BAC ASP (Entente Espira SC - Baixas AC - AS Peyrestortes a été champion de France de rugby à XV de 3e série en battant l'ASPTT Bordeaux par 21 à 16
- Malgré une défaite en 32e finale du championnat de France Honneur 2014-2015, contre le Stade Maubourguet (14-22)[48] l'ESC BAC ASP gagne le droit de jouer la saison suivante en 3e division fédérale

## Économie

### Revenus
En 2018, la commune compte 643 ménages fiscaux, regroupant 1 489 personnes. La médiane du revenu disponible par unité de consommation est de 19 510 € (19 350 € dans le département).

### Emploi
|                | 2008   | 2013   | 2018   |
| -------------- | ------ | ------ | ------ |
| Commune        | 8,4 %  | 11,4 % | 9,8 %  |
| Département    | 10,3 % | 12,9 % | 13,3 % |
| France entière | 8,3 %  | 10 %   | 10 %   |

En 2018, la population âgée de 15 à 64 ans s'élève à 868 personnes, parmi lesquelles on compte 77,6 % d'actifs (67,9 % ayant un emploi et 9,8 % de chômeurs) et 22,4 % d'inactifs,. En  2018, le taux de chômage communal (au sens du recensement) des 15-64 ans est inférieur à celui de la France et du département, alors qu'en 2008 il était supérieur à celui de la France.
La commune fait partie de la couronne de l'aire d'attraction de Perpignan, du fait qu'au moins 15 % des actifs travaillent dans le pôle,. Elle compte 183 emplois en 2018, contre 235 en 2013 et 197 en 2008. Le nombre d'actifs ayant un emploi résidant dans la commune est de 595, soit un indicateur de concentration d'emploi de 30,7 % et un taux d'activité parmi les 15 ans ou plus de 55,5 %.
Sur ces 595 actifs de 15 ans ou plus ayant un emploi, 96 travaillent dans la commune, soit 16 % des habitants. Pour se rendre au travail, 90,9 % des habitants utilisent un véhicule personnel ou de fonction à quatre roues, 2 % les transports en commun, 4,3 % s'y rendent en deux-roues, à vélo ou à pied et 2,7 % n'ont pas besoin de transport (travail au domicile).

### Activités hors agriculture

#### Secteurs d'activités
91 établissements sont implantés  à Peyrestortes au 31 décembre 2019. Le tableau ci-dessous en détaille le nombre par secteur d'activité et compare les ratios avec ceux du département,.
| Secteur d'activité                                                                                        | Commune | Commune | Département |
| Secteur d'activité                                                                                        | Nombre  | %       | %           |
| --- | ------- | ------- | ----------- |
| Ensemble                                                                                                  | 91      | 100 %   | (100 %)     |
| Industrie manufacturière, industries extractives et autres                                                | 3       | 3,3 %   | (8,7 %)     |
| Construction                                                                                              | 30      | 33 %    | (14,3 %)    |
| Commerce de gros et de détail, transports, hébergement et restauration                                    | 15      | 16,5 %  | (30,5 %)    |
| Information et communication                                                                              | 1       | 1,1 %   | (1,9 %)     |
| Activités financières et d'assurance                                                                      | 2       | 2,2 %   | (3 %)       |
| Activités immobilières                                                                                    | 2       | 2,2 %   | (6,2 %)     |
| Activités spécialisées, scientifiques et techniques et activités de services administratifs et de soutien | 16      | 17,6 %  | (13 %)      |
| Administration publique, enseignement, santé humaine et action sociale                                    | 12      | 13,2 %  | (13,9 %)    |
| Autres activités de services                                                                              | 10      | 11 %    | (8,5 %)     |

Le secteur de la construction est prépondérant sur la commune puisqu'il représente 33 % du nombre total d'établissements de la commune (30 sur les 91 entreprises implantées  à Peyrestortes), contre 14,3 % au niveau départemental.

#### Entreprises et commerces
Les deux entreprises ayant leur siège social sur le territoire communal qui génèrent le plus de chiffre d'affaires en 2020 sont : 
- 100 % Iso, travaux d'isolation (683 k€)
- SPCA, autres activités de soutien aux entreprises n.c.a. (285 k€)..

### Agriculture
La commune est dans la « plaine du Roussillon », une petite région agricole occupant la bande côtière et une grande partie centrale du département des Pyrénées-Orientales. En 2020, l'orientation technico-économique de l'agriculture  sur la commune est la viticulture.
|               | 1988 | 2000 | 2010 | 2020 |
| ------------- | ---- | ---- | ---- | ---- |
| Exploitations | 82   | 63   | 34   | 23   |
| SAU (ha)      | 617  | 486  | 319  | 193  |

Le nombre d'exploitations agricoles en activité et ayant leur siège dans la commune est passé de 82 lors du recensement agricole de 1988  à 63 en 2000 puis à 34 en 2010 et enfin à 23 en 2020, soit une baisse de 72 % en 32 ans. Le même mouvement est observé à l'échelle du département qui a perdu pendant cette période 73 % de ses exploitations,. La surface agricole utilisée sur la commune a également diminué, passant de 617 ha en 1988 à 193 ha en 2020. Parallèlement la surface agricole utilisée moyenne reste stable à 8 ha.

## Culture locale et patrimoine

### Monuments et lieux touristiques

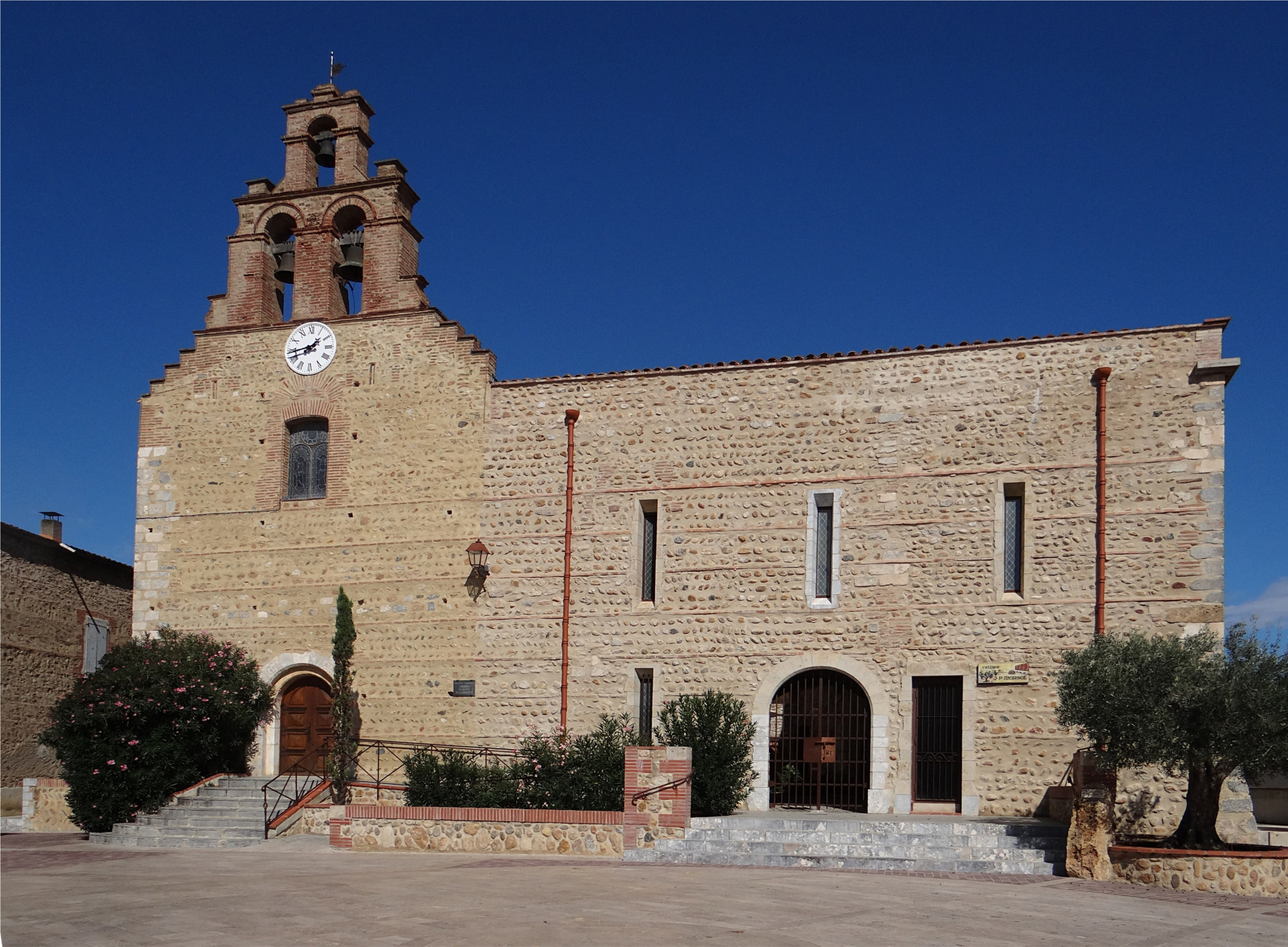
Église paroissiale St Jean l'évangéliste.

- L'église paroissiale Saint-Jean-l'Évangéliste. L'édifice est référencé dans la base Mérimée et à l'Inventaire général Région Occitanie[54].
- Le monument commémoratif de la bataille de Peyrestortes réalisé par l'architecte Carbasse[55].

### Personnalités liées à la commune
- Yves Brunet, né en 1950 à Peyrestortes, ancien joueur de rugby à XV qui a joué avec l'USAP et l'équipe de France au poste de talonneur.
- Luce (Lucie Brunet), interprète, vainqueur de la huitième saison de Nouvelle Star.

### Héraldique
| Blason de Peyrestortes | Blason  | Écartelé aux 1er et 4e d'or au bœuf passant de sable, aux 2e et 3e de sable au lévrier passant d'or langué de gueules. |
| Blason de Peyrestortes | Détails | Le statut officiel du blason reste à déterminer.                                                                       |